# Soufrière (Gwadelupa)
La Soufrière (La Grande Soufrière) – czynny stratowulkan na wyspie Gwadelupie, położony w południowej części Basse-Terre, czyli zachodniej części wyspy.
Współrzędne geograficzne: 16°03′N 61°40′W/16,050000 -61,666667. Wznosi się na wysokość 1 467 m n.p.m. Powstał w plejstocenie, ok. 200 tys. lat temu. Również w plejstocenie, ok. 100 tys. lat temu powstała kaldera, a później, w jej wnętrzu, obecny stożek wulkaniczny. Ostatnia erupcja miała miejsce w 1977. Spowodowała ona poważne straty w tej części wyspy, zwłaszcza w położonej u stóp wulkanu stolicy terytorium Basse-Terre, której mieszkańców musiano ewakuować.
Nazwa wulkanu pochodzi z języka francuskiego i oznacza „ujście siarki”. Nazwę Soufrière nosi kilka karaibskich wulkanów, m.in. Soufrière Hills na wyspie Montserrat, Soufrière na wyspie Saint Vincent czy Soufrière na wyspie Saint Lucia.